# Hydnophora microconos
Hydnophora microconos là một loài san hô trong họ Merulinidae. Loài này được Lamarck mô tả khoa học năm 1816.